# Thouarella bipinnata
Thouarella bipinnata är en korallart som beskrevs av Stephen D. Cairns 2006. Thouarella bipinnata ingår i släktet Thouarella och familjen Primnoidae. Inga underarter finns listade i Catalogue of Life.